# 斯洛伐克大学列表
本列表旨在罗列位于中欧国家斯洛伐克的大学。

## 公立大学列表

### 布拉迪斯拉发州
- 布拉迪斯拉发夸美纽斯大学
- 布拉迪斯拉发斯洛伐克工业大学
- 布拉迪斯拉发斯洛伐克医科大学
- 布拉迪斯拉发经济大学
- 布拉迪斯拉发表演艺术学院
- 布拉迪斯拉发美术设计学院

### 科希策州
- 科希策帕沃尔·约瑟夫·夏法里克大学
- 科希策工业大学
- 科希策兽医药大学

### 普雷绍夫州
- 普雷绍夫大学

### 日利纳州
- 日利纳大学
- 鲁容贝罗克天主教大学

### 尼特拉州
- 尼特拉智者康斯坦丁大学
- 尼特拉斯洛伐克农业大学
- 亚诺什·舍耶大学

### 班斯卡-比斯特里察州
- 班斯卡-比斯特里察马杰伊·贝尔大学
- 兹沃伦工业大学

### 特尔纳瓦州
- 特尔纳瓦大学

### 特倫欽州
- 特伦钦亚历山大·杜布切克大学

## 私立大学列表
- 布拉迪斯拉发法学院
- 布拉迪斯拉发国际文理学院
- 泛欧大学
- College of Management in Trenčín